# Makoto Mimura
Makoto Mimura (født 30. marts 1989) er en japansk fodboldspiller, som spiller for den japanske fodboldklub Fagiano Okayama.